# SV Werder Bremen
A Werder Bremen egy német labdarúgó klub Brémából, az északnyugaton lévő hasonló nevű német tartományból. A klubot 1899-ben FV Werder néven tizenhat középiskolás diák alapította, akik sportfelszereléseket nyertek díjazásként. A nevet a ritkán használt helyi német szóból, a "folyami sziget"-ből vették, ami jól jellemezte azt, hogy a folyóparti pályán játszottak először.A 2022-23-as szezonban a 2. Bundesliga ezüstérmeseként egy szezon után újra a Bundesligában szerepelhet.

## Története
A klub elért néhány kezdeti sikert, részt vett néhány helyi bajnokságban, amiket meg is nyert. Az első klub volt, amely díjat szedett a nézőitől, és bekerítette a pályáját. Szilárdan fejlődött az első világháborút követően, új sportágakkal bővült az egyesület, és 1920-ban megváltoztatták a nevüket a jelenleg is használt SV Werder Bremen-re. A labdarúgás megmaradt a vezető szakosztálynak, olyannyira, hogy 1922-ben az első német klub lett, amely hivatásos vezetőedzőt fogadott fel. A Werder az Oberligen és Gauligen bajnokságban indult a '30-as és '40-es években, amely a legmagasabb szintnek számított, ahol játszottak az idő tájt.
A második világháború után a Németországban lévő hasonló szervezetekhez hasonlóan a klubot felszámolták a szövetséges erők. 1945-ben szervezték újra magukat Torna és Sport Club Werder 1945 néven, amelyet gyorsan Sport Club Zöld Fehér 1899-re változtattak. 1946 elején visszakapták az SV Werder nevet. Abban az időben a hivatásos formát nem engedélyezték Németországban, így normális volt az labdarúgóknál, hogy volt más állásuk is, amelyet gyakran a klubnál töltöttek be. A Werder-nél számos játékos a közeli Brinkmann dohánygyárban dolgozott, és így a Texas 11 becenevet kapták a cég nagyon népszerű cigaretta márkája után.
A háború utáni és a Bundesliga 1963-as megalakulása között a klub jól működött, az északi országrész második számú csapata lett a Hamburger SV mögött. 1961-ben nyerték meg az első Német Kupájukat. Elég jó volt a teljesítményük ahhoz, hogy bekerüljenek a Bundesliga alapító tagjai közé, és a bajnokság második idényében megnyerjék azt. 1967-68-ban másodikak lettek, de ezt követően visszacsúsztak a táblázat második felébe. Megpróbálták feljavítani a teljesítményüket azzal, hogy nagy ígéretnek tűnő tehetségeket igazoltak, ezért gúnyosan Milliomosok-nak csúfolták őket, majd kiderült, hogy ez egy drága sikertelen próbálkozás volt. A klub először esett ki a Bundesligából (eddig ez az egyetlen alkalom), miután a 17. helyen végeztek, így a Bundesliga 2 Nord-ban kellett tölteniük az 1980-81-es szezont.

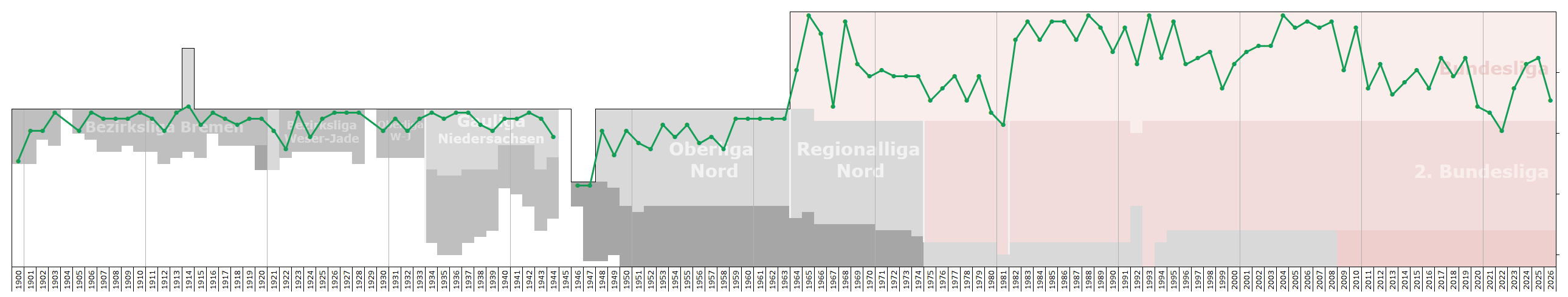
A Werder Bremen helyezései

A Werder talpra állt az újonnan kinevezett vezetőedzővel, Otto Rehhagellel, aki a sikerek sorozatára vezette őket: a Bundesliga ezüstérmese lettek 1983-ban, 1985-ben és 1986-ban, bajnokságot nyertek 1988-ban; Német Kupa-döntőt játszottak 1989-ben és 1990-ben, 1991-ben pedig megnyerték; amit a Kupagyőztesek Európa Kupája-győzelem követett 1992-ben. 1993-ban a klub harmadszorra hódította el a Bundesliga bajnoki címét, az azt követő évben pedig a harmadik Német Kupájukat nyerték. Rehhagel 1995 júniusában elhagyta a klubot a nagyszerű sikersorozatát követően, és rövid ideig a Bayern München vezetőedzői állását töltötte be.
Rehhagel távozását azonnal megérezték, és az edzőutódok (Aad de Mos, Dixie Dörner, Wolfgang Sidka és Felix Magath) kritikus állapotban hagyták el a klubot. 1999 májusában a korábbi hátvéd és amatőr edző, Thomas Schaaf vette át a csapat irányítását, és megállította a kiesés felé való visszacsúszást, majd mindössze egy héttel később megnyerte a csapattal a Német Kupát.
A következő szezonokban a csapat teljesítménye stabilizálódott, állandó jelleggel a tabella első felében végeztek. 2004-ben megnyerték a Bundesligát és a Német Kupát is – ezzel annak a négy klubnak lettek az egyike, amelyek duplázni tudtak. Ezáltal kvalifikálták magukat a 2004-05-ös Bajnokok Ligája sorozatba, és bejutottak a legjobb 16 közé, ahol 2:10-es összesítéssel kiestek a francia Olympique Lyonnais ellen.
2005-ben a Werder ismét bejutott a Bajnokok Ligájába, ez alkalommal a Bundesliga bronzérmesei voltak egy nehéz, sérülésekkel teli idényben. Ezúttal is bejutottak a legjobb 16 csapat közé, most az olasz Juventus ellen estek ki 4:4-es összesítéssel, idegenben lőtt kevesebb góllal.
A 2006-os Német Kupában a klub vitatható, 3:1-es vereséget szenvedett el az FC St. Pauli-tól, de később begyűjtötte az első Ligapokal trófeáját, miután 2:0-ra nyert a Bayern München ellen az augusztus 5-i lipcsei döntőben.

## 2006/2007-es szezon
A 2006/2007-es idényben a Werder Bremen begyűjtötte az 'őszi bajnoki címet', így az első helyről várta a Bundesliga rajtot a téli szünet után. A Bremen három alkalommal szerzett hat gólt egy mérkőzésen (a VfL Bochum, az 1. FSV Mainz 05 és az Eintracht Frankfurt ellen). A Bréma összekerült két kemény bajnokság csapatával a Bajnokok Ligája sorsolásakor, az előző év címvédőjével, az FC Barcelonával és az angol Chelsea FC-vel. A Werder Bremen meglepte a nézőit, 1-1-et játszott a Barcelonával és elverte a Chelseat 1-0-ra a Weserstadionban a csoportkör során. A csoportmérkőzések visszavágóin a Nou Campban a Bremen 2-0-ra veszített, ezért a harmadik helyen végzett a csoportban, és az UEFA Kupában folytathatta, ahol az AFC Ajaxszal kerültek össze. Az első mérkőzést 3-0-ra nyerték meg a Weserstadionban. Ennek ellenére 3-1-re alulmaradtak Amszterdamban, de a Werder Bremen továbbment 4-3-as összesítéssel, majd a Celta Vigoval párosították össze őket a következő körben. A hazai kupájukban rövid ideig jutottak el, mivel meglepő módon kiestek a FK Pirmasens ellen büntetőrúgásokat követően.
A klub az új évet kifejezetten jól kezdte, elverte idegenben a Bayer Leverkusent 2-0-ra. Ezt az eredményt 3 egymást követő Bundesliga vereség követte, a Schalke 04, a VfB Stuttgart és a Hamburger SV ellen. Az Ajax Amsterdammel szembeni összesített győzelem átmeneti nyugalmat hozott, az idegenbeli döntetlennel a Mönchengaldbach ellen és a hazai Bochummal szembeni győzelemmel felzárkóztak a Schalke 04 mögé, akik 2 vereséget szenvedtek ez idő alatt. Ismét továbbmentek az UEFA-kupában a Celta de Vigo legyőzésével, 1-0-ra nyertek az első mérkőzésen, majd ezt követően a visszavágón is diadalmaskodtak 2-0-ra a Weserstadionban. A negyeddöntőben az AZ Alkmaar ellen 0-0-s döntetlent hozott ez első találkozó, a második mérkőzés 4-1-es győzelemmel végződött a holland csapat ellen, és ugyanezzel az összesítéssel jutottak tovább. Az RCD Espanyolal kerültek szembe az elődöntőben. (Az elődöntő három csapata a spanyol La Liga csapata volt, amíg a Werder Bremen volt az egyetlen nem-spanyol együttese.) Az RCD Espanyol 3-0-ra győzött Barcelonában, és megnyerte a második mérkőzést is, noha a Bremen szerezte az első találatot. Miroslav Kloset a visszavágó 19. percében kiállították, amivel szertefoszlott az összes remény. Az Espanyol 2-1-re nyert (összesítésben 5-1-re).
Miroslav Kloset, a Werder Bremen sztártámadóját eladták a Bundesliga rivális Bayern Münchennek a 2007-es szezon végén 12.5 millió €-ért.

## Mezszponzorok és címerek

### Sportszergyártó és mezszponzor
A Werder Bremen sportszergyártói és mezszponzorai 1971-től napjainkig
| Évek      | Sportszergyártó | Mezszponzor                   |
| --------- | --------------- | ----------------------------- |
| 1971–1974 | nincs adat      | Land Bremen (Bréma tartomány) |
| 1976–1978 | nincs adat      | Norda                         |
| 1978–1981 | nincs adat      | Pentax                        |
| 1981–1984 | Puma            | Olympia                       |
| 1984–1986 | Puma            | Trigema                       |
| 1986–1992 | Puma            | Portas                        |
| 1992–1997 | Puma            | dbv-Winterthur                |
| 1997–2000 | Puma            | o.tel.o                       |
| 2000–2001 | Kappa           | QSC                           |
| 2001–2002 | Kappa           | nincs                         |
| 2002–2004 | Kappa           | Reno                          |
| 2004–2006 | Kappa           | KiK                           |
| 2006–2007 | Kappa           | bwin                          |
| 2007–2008 | Kappa           | Citibank / Targobank          |
| 2009–2012 | Nike            | Citibank / Targobank          |
| 2012–2018 | Nike            | Wiesenhof                     |
| 2018–2023 | Umbro           | Wiesenhof                     |

### Címertörténet

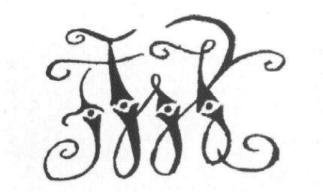
1899
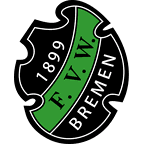
1911
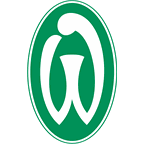
1924–1929
1929 óta

## Klubkultúra

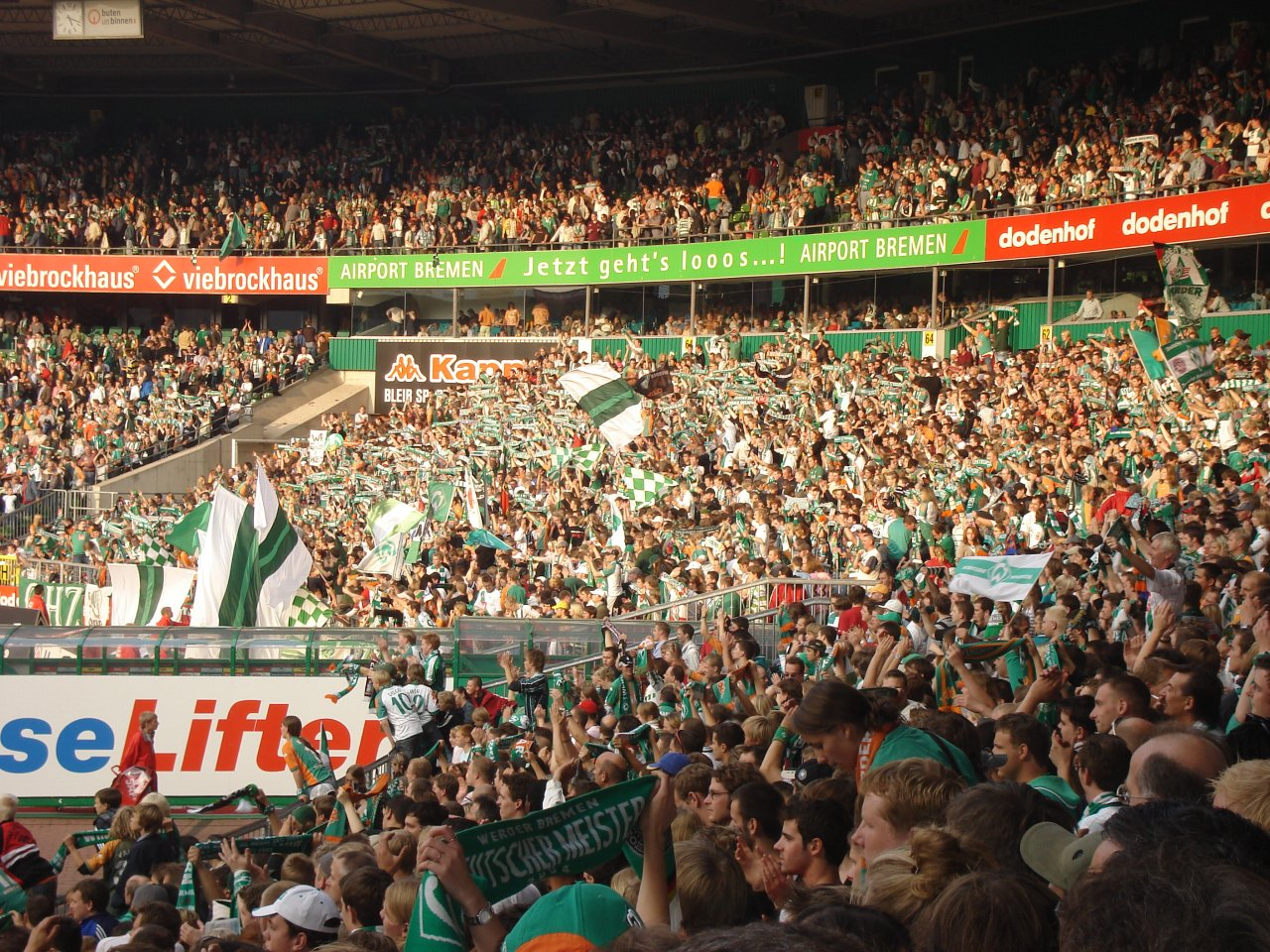
A szurkolók a csapat 12. játékosai

A Werder Bremen hosszú ideje jó viszonyban van a Rot-Weiss Essennel és az 1. FC Kaiserslauternnel, a jelenleg Bundesliga 2-ben szereplő klubokkal. Régóta ellenséges a viszonyuk a Bayern Münchennel, és újabban heves viszály alakult ki a FC Schalke 04-rel, akik címszerzések érdekében elcsábították az exvezetőedzőjüket, Rudi Assauert, aki számos Werder játékost vitt magával (beleértve Ailtont, Mladen Krstajićot, Frank Rostot, Oliver Recket és Fabian Ernstet).
A Bundesliga kikötővárosainak egyike a Weser-parti gárda, valamint büszkesége – jelenleg a többi a Hamburger SV és a Hansa Rostock: egy hajókürt fütyülésével szokták ünnepelni a Werder valamennyi gólját.
Mivel Bréma Németország északi részéhez tartozik, így sok skandináv játékost foglalkoztat.
A Werder Bremen a nyugodt természetéről ismert. Ez ellentétes a legtöbb várossal, ahol a helyi csapat gyakran alanya a heves médiafigyelemnek, a játékosok és trénerek általában nyugodtak maradnak.

## Eredményei
- Német bajnok: 4
  - 1965, 1988, 1993, 2004
- Német kupa-győztes: 6
  - 1961, 1991, 1994, 1999, 2004, 2009
- Német ligakupa-győztes: 1
  - 2006
- Német szuperkupa-győztes: 4
  - 1988, 1993, 1994, 2009
- Kupagyőztesek Európa-kupája-győztes: 1
  - 1992
- UEFA-Kupa-döntős: 1
  - 2009
- UEFA-Kupa-elődöntős: 3
  - 1988, 1990, 2007
- Intertotó-kupa-győztes: 1
  - 1998
- Kirin-kupa-győztes: 2
  - 1982, 1986

## Jelenlegi keret
Utolsó módosítás: 2021. október 14.
*A vastaggal jelzett játékosok felnőtt válogatottsággal rendelkeznek.
**A dőlttel jelzett játékosok kölcsönben szerepelnek a klubnál.
| Mezszám                | Név                  | Nemzetiség | Születési hely | Születési idő (kor)            | Korábbi csapat           | Érték (€) | Szerződés lejárta |
| Kapusok                | Kapusok              | Kapusok    | Kapusok        | Kapusok                        | Kapusok                  | Kapusok   | Kapusok           |
| ---------------------- | -------------------- | ---------- | -------------- | ------------------------------ | ------------------------ | --------- | ----------------- |
| 1                      | Jiří Pavlenka        | CZE        | Hlučín         | 1992. április 14. (33 éves)    | SK Slavia Praha          | 2 500 000 | 2022.06.30.       |
| 30                     | Michael Zetterer     | GER        | München        | 1995. június 12. (30 éves)     | PEC Zwolle               | 800 000   | 2022.06.30.       |
| 40                     | Luca Plogmann        | GER        | Bréma          | 2000. március 10. (25 éves)    | SV Meppen                | 550 000   | 2022.06.30.       |
| Védők                  |                      |            |                |                                |                          |           |                   |
| 3                      | Anthony Jung         | GER · SPA  | Villajoyosa    | 1991. november 3. (33 éves)    | Brøndby IF               | 800 000   | 2023.06.30.       |
| 8                      | Mitchell Weiser      | GER · ALG  | Troisdorf      | 1994. április 21. (31 éves)    | Bayer 04 Leverkusen      | 2 000 000 | 2022.06.30.       |
| 13                     | Miloš Veljković      | SRB · SWI  | Bázel          | 1995. szeptember 26. (29 éves) | Tottenham Hotspur FC     | 3 000 000 | 2022.06.30.       |
| 21                     | Ömer Toprak          | TUR · GER  | Ravensburg     | 1989. július 21. (36 éves)     | Borussia Dortmund        | 1 800 000 | 2023.06.30.       |
| 25                     | Kyu-hyun Park        | KOR        | Seosan         | 2001. április 14. (24 éves)    | Ulsan Hyundai            | 150 000   | 2024.06.30.       |
|                        |                      | GER        |                |                                | GER                      |           |                   |
| 26                     | Lars Lukas Mai       | GER        | Drezda         | 2000. március 31. (25 éves)    | FC Bayern München        | 2 000 000 | 2022.06.30.       |
| 27                     | Felix Agu            | GER · NGR  | Osnabrück      | 1999. szeptember 27. (25 éves) | VfL Osnabrück            | 2 500 000 | 2024.06.30.       |
| 31                     | Simon Straudi        | ITA        | Bruneck        | 1999. január 27. (26 éves)     | FC Kärnten               | 250 000   | 2022.06.30.       |
| 32                     | Marco Friedl         | AUT        | Kirchbichl     | 1998. március 16. (27 éves)    | FC Bayern München        | 4 500 000 | 2023.06.30.       |
| 34                     | Jean Manuel Mbom     | GER · CMR  | Göttingen      | 2000. február 24. (25 éves)    | KFC Uerdingen 05         | 3 000 000 | 2023.06.30.       |
| 39                     | Fabio Chiarodia      | ITA · GER  | Oldenburg      | 2005. június 5. (20 éves)      | Utánpótlásból került fel | N/A       | Nem publikus      |
| Középpályások          |                      |            |                |                                |                          |           |                   |
| 10                     | Leonardo Bittencourt | GER · BRA  | Lipcse         | 1993. december 19. (31 éves)   | TSG 1899 Hoffenheim      | 4 500 000 | 2024.06.30.       |
| 20                     | Romano Schmid        | AUT        | Graz           | 2000. január 27. (25 éves)     | Wolfsberger AC           | 4 000 000 | 2023.06.30.       |
| 22                     | Niklas Schmidt       | GER        | Kassel         | 1998. március 1. (27 éves)     | VfL Osnabrück            | 800 000   | Nem publikus      |
| 23                     | Nicolai Rapp         | GER        | Heidelberg     | 1996. december 13. (28 éves)   | 1. FC Union Berlin       | 700 000   | 2024.06.30.       |
| 28                     | Ilia Gruev           | BUL · GER  | Szófia         | 2000. május 6. (25 éves)       | Utánpótlásból került fel | 400 000   | 2023.06.30.       |
| 36                     | Christian Groß       | GER        | Bréma          | 1989. február 8. (36 éves)     | Utánpótlásból került fel | 500 000   | Nem publikus      |
|                        |                      |            |                |                                |                          |           |                   |
| 7                      | Marvin Ducksch       | GER        | Dortmund       | 1994. március 7. (31 éves)     | Hannover 96              | 2 500 000 | 2024.06.30.       |
| 11                     | Niclas Füllkrug      | GER        | Hannover       | 1993. február 9. (32 éves)     | Hannover 96              | 1 500 000 | 2023.06.30.       |
| 15                     | Roger Assalé         | CIV        | Abengourou     | 1993. november 13. (31 éves)   | Dijon FCO                | 2 500 000 | 2022.06.30.       |
| 16                     | Oscar Schönfelder    | GER        | Berlin         | 2001. február 5. (24 éves)     | 1. FSV Mainz 05 U19      | 250 000   | 2023.06.30.       |
| 17                     | Abdenego Nankishi    | GER · ANG  | ?              | 2002. július 6. (23 éves)      | Utánpótlásból került fel | 300 000   | 2022.06.30.       |
| 29                     | Nick Woltemade       | GER        | Bréma          | 2002. február 14. (23 éves)    | Utánpótlásból került fel | 800 000   | 2023.06.30.       |
| 43                     | Eren Dinkci          | GER · TUR  | Bréma          | 2001. december 13. (23 éves)   | Utánpótlásból került fel | 650 000   | 2022.06.30.       |
| Kölcsönadott játékosok |                      |            |                |                                |                          |           |                   |
| Név                    | Poszt                | Nemzetiség | Születési hely | Születési idő (kor)            | Kölcsönben itt           | Érték (€) | Kölcsön lejárta   |
| Dudu                   | kapus                | GER · BRA  | Duisburg       | 1999. február 10. (26 éves)    | FC Nordsjælland          | 300 000   | 2022.06.30.       |
| Jan-Niklas Beste       | védő                 | GER        | Hamm           | 1999. január 4. (26 éves)      | SSV Jahn Regensburg      | 700 000   | 2022.06.30.       |
| Yannik Engelhardt      | középpályás          | GER        | ?              | 2001. február 7. (24 éves)     | SC Freiburg II           | 175 000   | 2022.06.30.       |
| Kebba Badjie           | támadó               | GAM        | Serekunda      | 1999. augusztus 22. (25 éves)  | SSV Jahn Regensburg      | 200 000   | 2022.06.30.       |
| Benjamin Goller        | támadó               | GER        | Reutlingen     | 1999. január 1. (26 éves)      | SV Darmstadt 98          | 700 000   | 2022.06.30.       |

## Átigazolások
2019. február 6-i állapot szerint

| Érkezők                   | Érkezők         | Érkezők              | Érkezők                             |
| Átigazolási időszak       | Játékos         | Honnan               | Megjegyzés                          |
| ------------------------- | --------------- | -------------------- | ----------------------------------- |
| Nyári átigazolási időszak | Felix Beijmo    | Djurgårdens IF       | €3,000,000                          |
| Nyári átigazolási időszak | Martin Harnik   | Hannover 96          | €2,250,000                          |
| Nyári átigazolási időszak | Stefanos Kapino | Nottingham Forest    | €300,000                            |
| Nyári átigazolási időszak | Davy Klaassen   | Everton FC           | €13,500,000                         |
| Nyári átigazolási időszak | Kevin Möhwald   | 1. FC Nürnberg       | ingyen                              |
| Nyári átigazolási időszak | Ószako Júja     | 1. FC Köln           | €4,500,000                          |
| Nyári átigazolási időszak | Thanos Petsos   | SK Rapid Wien        | Kölcsönből vissza, U23-as csapathoz |
| Nyári átigazolási időszak | Claudio Pizarro | 1. FC Köln           | ingyen                              |
| 31 2018                   | Nuri Şahin      | Borussia Dortmund    | €1,000,000                          |
| Téli átigazolási időszak  | Romano Schmid   | FC Red Bull Salzburg | €1,000,000                          |

| Távozók                   | Távozók          | Távozók                         | Távozók           |
| Átigazolási időszak       | Játékos          | Hova                            | Megjegyzés        |
| ------------------------- | ---------------- | ------------------------------- | ----------------- |
| Nyári átigazolási időszak | Robert Bauer     | 1. FC Nürnberg                  | Kölcsönbe         |
| Nyári átigazolási időszak | Ishak Belfodil   | Standard Lüttich                | Kölcsönből vissza |
| Nyári átigazolási időszak | Thomas Delaney   | Borussia Dortmund               | €20,000,000       |
| Nyári átigazolási időszak | Fallou Diagne    | Konyaspor                       | ingyen            |
| Nyári átigazolási időszak | Justin Eilers    | Apollon Smyrnis                 | ingyen            |
| Nyári átigazolási időszak | Ulisses Garcia   | BSC Young Boys                  | €800,000          |
| Nyári átigazolási időszak | Jerôme Gondorf   | SC Freiburg                     | €1,300,000        |
| Nyári átigazolási időszak | Leon Guwara      | FC Utrecht                      | €600,000          |
| Nyári átigazolási időszak | Zlatko Junuzović | FC Red Bull Salzburg            | ingyen            |
| Nyári átigazolási időszak | Niklas Schmidt   | SV Wehen Wiesbaden              | Kölcsönbe         |
| Nyári átigazolási időszak | Lennart Thy      | Büyükşehir Belediye Erzurumspor | ingyen            |
| Nyári átigazolási időszak | Jesper Verlaat   | SV Sandhausen                   | ingyen            |
| Nyári átigazolási időszak | Sambou Yatabaré  | Royal Antwerp FC                | €200,000          |
| Nyári átigazolási időszak | Yuning Zhang     | West Bromwich Albion            | Kölcsönből vissza |
| Téli átigazolási időszak  | Jaroslav Drobný  | Fortuna Düsseldorf              | ingyen            |
| Téli átigazolási időszak  | Florian Kainz    | 1. FC Köln                      | €3,000,000        |
| Téli átigazolási időszak  | Ole Käuper       | FC Erzgebirge Aue               | Kölcsönbe         |
| 2019.01.31                | Luca Caldirola   | Benevento Calcio                | ingyen            |
| 2019.02.06                | Romano Schmid    | Wolfsberger AC                  | Kölcsönbe         |
| 2019.02.06                | Michael Zetterer | SK Austria Klagenfurt           | Kölcsönbe         |

### Híres játékosok
| - Ailton - Richard Ackerschott - Klaus Allofs - Mario Basler - Günter Bernard - Rune Bratseth - Marco Bode - Ulrich Borowka - Dieter Burdenski - Ángelosz Harisztéasz - Ümit Davala - Dieter Eilts - Fabian Ernst - Günter Hermann - Andreas Herzog - Horst-Dieter Höttges - Lisztes Krisztián - Ivan Klasnić - Miroslav Klose - Lee Dong-Gook - Hany Ramzy - Mladen Krstajić - Johan Micoud - Mesut Özil - Benno Möhlmann - Frank Neubarth - Okudera Jaszuhiko - Frank Ordenewitz - Frank Baumann | - Uwe Reinders - Karl-Heinz Riedle - Wynton Rufer - Thomas Schaaf - Willi Schröder - Christian Schulz - Arnold Pico Schütz - Paul Stalteri - Nelson Valdez - Rudi Völler - Tim Borowski - Torsten Frings - Diego - Per Mertesacker - Clemens Fritz - Ludovic Magnin - Andreas Reinke - Valérien Ismaël - Frank Rost - Frank Verlaat - Arie van Lent - Mohammed Zídán |

## Edzői stáb
| Pozíció                           | Nemzetiség          | Név                         | Születési idő (Életkor)      | A csapatnál     |
| --------------------------------- | ------------------- | --------------------------- | ---------------------------- | --------------- |
|                                   |                     |                             |                              |                 |
| Felnőtt csapat edzői stáb         |                     |                             |                              |                 |
| Vezetőedző                        | Németország         | Florian Kohfeldt            | 1982. október 5. (42 éves)   | 2001.01.01. óta |
| Másodedző                         | Németország         | Thomas Horsch               | 1968. október 30. (56 éves)  | 2017.01.01. óta |
| Másodedző                         | Németország         | Tim Borowski                | 1980. május 2. (45 éves)     | 2017.08.16. óta |
| Erőnléti edző                     | Ausztria            | Günter Stoxreiter           | 1980. november 30. (44 éves) | 2016.07.07. óta |
| Felnőtt csapat további személyzet |                     |                             |                              |                 |
| Csapatorvos                       | Németország         | Dr. Phillip Heitmann        | -                            | -               |
| Csapatorvos                       | Németország         | Dr. Daniel Hellermann       | -                            | 2017.07.01. óta |
| Csapatorvos                       | Németország         | Dr. Christoph Engelke       | -                            | 2018.07.01. óta |
| Koordinációs edző                 | Németország         | Axel Dörrfuss               | 1971. június 29. (54 éves)   | 2015.10.05. óta |
| Sportpszichológus                 | Ausztria            | Prof. Dr. Andreas Marlovits | 1966. február 16. (59 éves)  | 2016.04.10. óta |
| Vezető elemző                     | Bosznia-Hercegovina | Mario Baric                 | 1984. november 10. (40 éves) | 2016.07.08. óta |
| Videó elemző                      | Németország         | Pascal Schichtel            | 1992. június 12. (33 éves)   | 2018.07.01. óta |
| Videó elemző                      | Lengyelország       | Rafael Kazior               | 1983. február 7. (42 éves)   | 2018.07.01. óta |
| U23-as edzői stáb                 |                     |                             |                              |                 |
| Vezetőedző                        | Németország         | Sven Hübscher               | 1979. január 26. (46 éves)   | 2017.07.01. óta |
| Másodedző                         | Németország         | Tobias Hellwig              | 1986. március 22. (39 éves)  | 2018.02.10. óta |
| Másodedző                         | Németország         | Miroslav Votava             | 1956. április 25. (69 éves)  | 2004.07.01. óta |
| Kapusedző                         | Németország         | Manuel Klon                 | 1987. március 21. (38 éves)  | 2014.10.31. óta |
| Erőnléti edző                     | Németország         | Marcel Abanoz               | 1983. április 7. (42 éves)   | 2018.07.01. óta |
| U23-as további személyzet         |                     |                             |                              |                 |
| Csapatorvos                       | Németország         | Dr. Jens Wellendorf         | -                            | 2017.07.01. óta |
| Csapatorvos                       | Németország         | Robert Nesslage             | -                            | -               |
| Gyógytornász                      | Németország         | Henning Kostro              | -                            | -               |
| Csapat koordinátor                | Németország         | Julian Webendörfer          | -                            | -               |
| Kit menedzser                     | Németország         | Stefan Mann                 | -                            | -               |

## Híres vezetőedzők
- Felix Magath
- Otto Rehhagel
- Thomas Schaaf

## Tények
- A csapat elődje, az FV Werder 1899. szeptember 10-én játszotta az első mérkőzését az ASC 1898 Bremen ellen, amely 1:0-s győzelmet hozott számukra.
- Az FV Bremen az alapítója volt a DFB-nek (Deutscher Fussball Bund vagy Német Labdarúgó-szövetség) 1900-ban Lipcsében.
- A Werder kapta a Bundesliga első gólját, amit a Borussia Dortmund játékosa, Timo Konietzka szerzett. Azonban megnyerték azt a mérkőzést 3-2-re.
- 2006. augusztus 21-én a Werder Bremen kapta a Bundesliga 3000-ik gólját, mégpedig a Bayern Münchentől. A gólszerző Roy Makaay volt.

## Legutóbbi helyezések és nézőszámok
| Szezon  | Helyezés | Átlagnézőszám |
| ------- | -------- | ------------- |
| 1999/00 | 9/18     | 29,834        |
| 2000/01 | 7/18     | 30,341        |
| 2001/02 | 6/18     | 30,094        |
| 2002/03 | 6/18     | 32,869        |
| 2003/04 | 1/18     | 37,666        |
| 2004/05 | 3/18     | 39,579        |
| 2005/06 | 2/18     | 36,928        |
| 2006/07 | 3/18     | 39,715        |
| 2007/08 | 2/18     | 40.099        |
| 2008/09 | 10/18    | 40,375        |
| 2009/10 | 3/18     | 35,990        |
| 2010/11 | 13/18    | 37,176        |
| 2011/12 | 9/18     | 40.749        |
| 2012/13 | 14/18    | 40,704        |
| 2013/14 | 12/18    | 40,657        |
| 2014/15 | 10/18    | 40,906        |
| 2015/16 | 13/18    | 40,40         |
| 2016/17 | 8/18     | 40,881        |
| 2017/18 | 11/18    | 40,823        |